# MAKIDAI
MAKIDAI 、本名：真木大輔（まき だいすけ、1975年10月27日—）是日本的舞者、DJ、演員、司儀。前EXILE的表演者。元J Soul Brothers、RATHER UNIQUE。
神奈川縣横滨市出身。LDH所屬。

## 來歷
國中的時候，因父親工作的關係從川崎搬到橫濱。國中三年級的時候文化祭時會了舞蹈。據說10歲左右組成名為「Underground street kids」的團體，在都内的車站前跳舞過。HIRO說過「他是BABY NAIL第一的黑馬」。曾在ZOO的成員當講師的舞蹈工作室當學徒，高中的時候開始常常出入俱樂部和小舞廳。進入神奈川大學經濟學院貿易系就讀但是2年即中途退學。1996年和MATSU一起組成「BABY NAIL」，到美國紐約留學並修練舞蹈。看到了美國俱樂部黑人的舞蹈，受了很大的影響。當過MISIA的背後舞者並在「包み込むように～」的PV以舞者身分演出。1998年組成舞蹈隊「Hip Hop Junkeez」。1999年加入「J Soul Brothers」至今。當初HIRO為了組成「J Soul Brothers」而找上的成員不是MAKIDAI而是名叫RYUJI的舞者，但RYUJI因為諸多原因不得不抽身離開，後來由MATSU找上MAKIDAI而決定加入。據說他第一次去看的現場演唱是在NHK廣場舉行的ZOO的現場演唱。
於2004年以本名演出日劇「爸氣十足2」，2007年3月公開的電影主演「澁谷區圓山町」。偶爾以本名上綜藝節目。於2005年與成員USA共同組成RATHER UNIQUE，擔任MC兼隊長。這時期被報導與同事務所的模特兒長谷川潤交往，但在2008年1月13日宣告破局。這破局是由兩人共同討論而做的圓滿決定。另外2008年還以DJ MAKIDAI名義發行MIX CD。首張專輯以MIX CD獲得史上最高名次的公信榜第3名。
2007年3月，首次擔任了電影『渋谷区円山町』的主演。
2008年8月27日、以DJ MAKIDAI名義發行混音CD『DJ MAKIDAI from EXILE Treasure MIX』、獲得ORICON週榜3位的記錄。
2009年、與TAKAHIRO一起擔任EXILE的冠名節目『EXH〜EXILE HOUSE〜』的司儀。另外於12月6日起播映的(富士電視台系)『天才アカデミア 〜頭をやわらかくするTV〜』初次擔EXILE冠名節目以外的司儀。
2010年、擔任時裝品牌「Emporio Armani」日本國內首位男性形像模特兒。
2011年4月起、擔任日本電視台情報節目『ZIP!』星期二的主要主持。
2014年以DJ MAKIDAI身份與EXILE HIRO、VERBAL、DJ DARUMA一起結成「PKCZ」。
2015年6月22日與松本利夫及ÜSA共同發表了年内從表演者的身份引退。12月31日的『CDTV Special! New Year's Eve Premiere Live 2015→2016 』以作為EXILE 表演者身份作最後的表演。

## 人物
- 精通Hip hop及R&B、長渕剛及機動戰士GUNDAM的愛好者
- 家裏養著2隻「ココ」及「キウイ」的名字的狗。
- 最初觀看的現場演唱會，是NKHall舉行的ZOO現場演唱會。[2]。
- 石田純一、さかなクン等，交友關係寬廣。
- 因為紐約留學，所以擅長英語。
- 通稱「MAKIDAI(先生)」「MAKI(先生)」「MAKI哥哥」。等
- 擅長霹靂系的舞蹈。以前曾經與岡村隆史展開霹靂舞對決過。

## 参加團體
- BABY NAIL（1994年 - 1998年）
- HIP HOP JUNKEEZ（1998年）[3]
- J Soul Brothers（1999年 - 2001年8月24日）
- EXILE（2001年9月27日 - 現在）
- RATHER UNIQUE（2004年 - 2006年9月）
- PKCZ  (2014年 - 現在)以DJ身份參加

## 演出
與EXILE相關的演出請參考EXILE#演出
※角色名字顯示為 粗字體即表示為主角 

### 戲劇
- ホットマン2（TBS電視、2004年10月 -12月） 飾演 池上オサム
- DVDドラマ「ON THE WAY COMEDY 道草 Vol.2 さきかけのぺんぺん草編 -TAXI Q-」（2007年6月20日）
- 晨間小說連續劇《瞳》（NHK綜合頻道 、2008年3月 - 9月） 飾演 KEN
- 恋のから騒ぎ 〜LoveStoriesV〜「金星から来た女」（日本電視台、2008年10月10日） 飾演 有馬宗斎
- Kose Cosmeport Special Drama　「偵探M」（日本電視台、2009年10月28日）飾演 M
- 町医者ジャンボ!!（讀賣電視台、2013年7月 - 9月） 飾演 鶴田正義
- ビンタ!〜弁護士事務員ミノワが愛で解決します〜（日语：特攻事務員ミノワ#テレビドラマ） 第3話（2014年10月16日、讀賣電視台）飾演 蕎麥麵店員

### 電影
- 渋谷区円山町（2007年3月） 飾演 ヤマケン
- きみに届く声（2008年9月） 飾演 北岡雄一郎
- 白夜（2009年9月） 飾演 木島立夫
- キラー・ヴァージンロード（2009年9月） 飾演 江頭賢一
- 恋するナポリタン 〜世界で一番おいしい愛され方〜（2010年9月）飾演 槇原佑樹
- 俺たちの明日（2014年4月）- 飾演 不動龍

### 舞台
- 劇團EXILE 第一回公演「太陽に灼かれて」（2007年9月20日 - 10月8日) 飾演 伊達
- CLOSER（2010年2月19日 - 28日）飾演 ラリー
- 朗讀劇「LOVE LETTERS」（2011年2月14日） 飾演 アンディ
- 劇團EXILE W-IMPACT 「赤壁 〜戦〜」（2011年8月13 - 8月24日）飾演 曹操
- 劇團EXILE「影武者独眼竜」（2012年10月）飾演 伊達政宗

### 電視節目
- EXH〜EXILE HOUSE〜（2009年4月 - 2010年3月、TBS） - MC
- 週刊EXILE（TBS電視、2010年1月 - ）MC
- ZIP!（日本電視台、2011年4月 - ）星期二的主持

### CM
- TOYOTA「WISH」（2009年 - 2012年）
- 明治製菓「Fran」（2009年）
- KOSÉ COSMEPORT「Cosmagic」（2009年）
- 樂敦製藥「樂敦Z!」（2010 ）
- 麒麟飲品「大人的麒麟檸檬」（2010年4月 - ）
- 富士通「ARROWS」（2011年9月 - 2012年）
- recruit「HOTPEPPER美食」（2011年11月 - 2012年）
- GREE「聖戦Cerberus」（2012年）
- 富士通「ARROWS Tab Wi-Fi」（2012年）
- 日本可口可樂 「零系可口可樂」（2013年）
- Beats by Dr. Dre（2014年）
- 萬代南夢宮娛樂「太鼓之達人」（2015年）

### 廣播
- OH! MY RADIO（J-WAVE、2005年4月 - 2009年12月）
- Music Unlimited TOKYO VAGABOND（2014年4月  - 2015年3月 、J-WAVE）星期一主持

### 声優
- エグザムライ（2008年） 飾演 MAKIDAI
- 街頭超人（日語版配音） 飾演 レイ

### PV
- MISIA「つつみ込むように…」（1998年）
- COLOR「ain't so easy」（2008年）

### 平面廣告
- EMPORIO ARMANI（2010年  - 2012年）平面模特

### 書籍
- キズナ（2016年1月22日、幻冬舎）ISBN 978-4344028760

## DJ MAKIDAI
DJ MAKIDAI是EXILE表演者MAKIDAI以DJ身份時的稱呼、PKCZ的成員。所屬唱片公司是rhythm zone。2014年與EXILE HIRO、VERBAL及DJ DARUMA一起結成「PKCZ」。

### 作品
|   | 日本發售日    | 標題                                 | 名次 |
| - | ------------- | ------------------------------------ | ---- |
| 1 | 2008年8月27日 | DJ MAKIDAI from EXILE Treasure MIX   | 3位  |
| 2 | 2009年5月20日 | DJ MAKIDAI from EXILE Treasure MIX 2 | 4位  |
| 3 | 2011年7月6日  | DJ MAKIDAI from EXILE Treasure MIX 3 | 9位  |
| 4 | 2014年6月18日 | EXILE TRIBE PERFECT MIX              | 7位  |

### 参加作品
- EXILE『our style』（2002年3月6日）
  - M-6「D・T・B」
  - M-11「Feel the Conflict」
- EXILE『Styles Of Beyond』（2003年2月13日）
- EXILE『 LET ME LUV U DOWN feat.ZEEBRA & MACCHO (OZROSAURUS)』（2003年7月9日）
- 長渕剛 トリビュートアルバム『Hey Aniki!』（2004年4月28日） 
  - M-8「Jeep (Remix)」
  - M-10「しあわせになろうよ'04」
- GLAY×EXILE「SCREAM」（2005年7月20日）
- EXILE「THE HURRICANE 〜FIREWORKS〜」（2009年7月22日）
  - M-7「WON'T BE LONG -LIVE VERSION-」
- EXILE『EXILE LIVE TOUR 2009 "THE MONSTER"』（2009年10月28日）
  - Disc 2「WON'T BE LONG」
- EXILE『祈願之塔』（Covor Album『EXILE COVER』）（2011年3月9日）
  - M-9「WON'T BE LONG」
- EXILE TRIBE『EXILE TRIBE LIVE TOUR 2012 〜TOWER OF WISH〜』（2012年10月17日）
  - Disc 2「DJ MAKIDAI」
- THE SECOND from EXILE『SURVIVORS feat. DJ MAKIDAI from EXILE/榮耀』（2013年8月14日）
  - M-1 「SURVIVORS feat. DJ MAKIDAI from EXILE」

### 演唱會
- EXILE TRIBE LIVE TOUR 2012 ～TOWER OF WISH～（2012年4月 - 7月）
- EXILE TRIBE PERFECT YEAR 2014 SPECIAL STAGE DJ MAKIDAI presents "CLUB EXILE"（2014年8月）

## 相關項目
- EXILE
- EXILES
- RATHER UNIQUE
- J Soul Brothers
- PKCZ

## 備註
1. ↑  .   [2016-01-02]. （原始内容存档于2012-12-10）.
2. ↑  HIRO著『Bボーイサラリーマン』より。
3. ↑  . CHU's BLOG～生きる～. 2009-09-18  [2016-04-03]. （原始内容存档于2016-04-26）.

## 外部連結
- （日語）官方簡介
- （日語）所屬事務所簡介 （页面存档备份，存于）
- （日語）DJ MAKIDAI官方網站 （页面存档备份，存于）